# Cayetano Ré
Pour les articles homonymes, voir Ré.
Cayetano Ré Ramírez (né le 7 février 1938 à Asuncion et mort le 26 novembre 2013) est un footballeur et entraîneur paraguayen. Il évoluait au poste d'attaquant parvenant à être le meilleur buteur du championnat d'Espagne sous le maillot du FC Barcelone lors de la saison 1964-1965.

## Biographie
Cayetano Ré est international paraguayen à 16 reprises (1957-1959). Il participe à la Coupe du monde de football de 1958, en Suède. Il est titulaire dans tous les matchs et inscrit un but à la 45e minute contre l'Écosse. Le Paraguay est éliminé au premier tour. Il participe à la Copa América 1959, organisée en Argentine, inscrivant trois buts contre la Bolivie. Il termine troisième du tournoi.
Il commence sa carrière au Cerro Porteño, pendant cinq saisons, remportant un championnat paraguayen en 1954. Puis il fait le reste de sa carrière en Espagne. Il est recruté par Elche CF, pendant trois saisons, sans rien remporter. Il joue quatre saisons au FC Barcelone, remportant une coupe d'Espagne en 1963, termine Pichichi en 1965 avec 25 buts et remporte une Coupe des villes de foires en 1966. De 1966 à 1971, il est transféré dans l'autre club de la ville, l'Espanyol Barcelone pendant cinq saisons, sans rien remporter. Il finit sa carrière en 1972, au Terrassa FC.
Il est ensuite entraîneur, tout d'abord en Espagne (CD Eldense, UD Almería, Onteniente, Córdoba CF, Elche CF et Betis Séville), puis retourne dans son pays et dirige même la sélection, l'amenant en Coupe du monde de football de 1986 (où le Paraguay est éliminé en huitièmes-de-finale par l'Angleterre) et finit sa carrière au Chili (Deportes Temuco).

## Clubs

### Joueur
- 1954-1959 :  Cerro Porteño
- 1959-1962 :  Elche CF
- 1962-1966 :  FC Barcelone
- 1966-1971 :  RCD Espanyol Barcelone
- 1971-1972 :  Terrassa FC

### Entraîneur
- CD Eldense
- UD Almería
- Onteniente
- Córdoba CF
- Elche CF
- Club Guaraní
- 03/02/1985-24/09/1989 :  Paraguay
- 1988-1989 :  Betis Séville
- Cerro Porteño
- Deportes Temuco

## Palmarès
- Championnat du Paraguay de football
  - Champion en 1954

- Coupe d'Espagne de football
  - Vainqueur en 1963

- Championnat d'Espagne de football
  - Vice-champion en 1964

- Pichichi (meilleur buteur de la Liga)
  - Récompensé en 1965

- Coupe des villes de foires
  - Vainqueur en 1966